# Zijo Rizvanbegović
Zijo Rizvanbegović, poznat kao Zijo Valentino, bosanskohercegovački je pjevač. Od 2001. godine frontmen je grupe Valentino.

## Životopis
Rođen je u Sarajevu. Završio je Drugu gimnaziju i 3 godine Ekonomskog fakulteta u Sarajevu.

## Karijera
Godine 1982. u Sarajevu osniva grupu Valentino. Muzičare je prikupljao postepeno, dok je godinu dana tražio pjevača, a nakon oglasa u listu „Oslobođenje“, grupi se pridružio pjevač Suad Jakirlić Jaka. U jesen 1983. god izdali su debitantski album "No.1", s hit singlom "Volim te još", na kojem pjeva pjevačica Amila Sulejmanović. Osim nje, na albumu su gostovali Goran Bregović, Milić Vukašinović, zatim frontmen grupe Gino Banana Srđan Jevđević, kao i Mladen Pavičić Pava, koji će kasnije postići veliki uspjeh s grupom Plavi orkestar.
Prve nastupe kao predgrupa Bijelom dugmetu imali su na koncertima u Bosni. U Beogradu su prvi put nastupili u travnju 1984. godine kao gosti u Domu sindikata na Bajaginom koncertu povodom izlaska prvijenca "Pozitivna geografija".
Vlasnik je brojnih hitova poput "Oka tvoja dva", "Potonule lađe", "Kad me više ne bude", "Volim te još" i drugih.

## Osobni život
Njegova izvanbračna supruga je glumica Martha Keller, poznata po ulozi u filmu Virdžina. Imaju sina.
Aktivno govori engleski i nizozemski.

## Festivali

### Sunčane skale,Herceg Novi
- Odlazim, 2001.

### Pjesma Mediterana,Budva
- Miriše mi, miriše, 2003.
- Skini mi se, bona, 2006.

### CMC festival,Vodice
- Neću kući, 2023.[5]